# Leopold 1. (Tysk-romerske rige)
 For alternative betydninger, se Leopold 1.. (Se også artikler, som begynder med Leopold 1.)
Leopold 1. (født 9. juni 1640, død 5. maj 1705) var søn af Ferdinand 3. og af den habsburgske slægt. Han blev konge af Ungarn 1655, 1656 af Böhmen og ved faderens død i 1657 hersker over de østrigske arvelande. Leopold blev 1658 i Frankfurt valgt som kejser af det Tysk-romerske rige. Han var en lærd og musikelskende mand, men også en yderligtgående katolik, der forfulgte protestanter og jøder.

 Leopold var gift tre gange og fik 16 børn, men de otte døde som små.
Han førte en lang række krige:
- med Sverige 1657-1660,
- med Tyrkiet 1662-1664 og 1683-1699
- med Frankrig 1672-1679, Den pfalziske Arvefølgekrig 1688-1697 og fra 1701 (Spanske Arvefølgekrig, hvor Leopold forsøgte at sikre habsburgernes magt i Spanien.